# Липень 2017
Липень 2017 — сьомий місяць 2017 року, що розпочався в суботу 1 липня та закінчився в понеділок 31 липня.

## Події
- 1 липня
  - Україна почала головувати в ОЧЕС[1].
  - Естонія вперше очолила Раду ЄС[2].
  - Згідно рішення уряду скасовано державне регулювання цін на соціальні продукти[3].
  - У Страсбурзі прощаються з екс-канцлером Німеччини Гельмутом Колем[4]
- 2 липня
  - Український боксер Андрій Руденко програв бій за титули WBO International та WBA Continental росіянину Олександру Повєткіну.
  - У дебютному сезоні чоловіча збірна України з волейболу стала переможцем Євроліги–2017 та вперше в історії отримала змогу виступити у Світовій лізі з волейболу.
  - Збірна Німеччини з футболу вперше стала переможцем Кубок конфедерацій, перемігши у фіналі збірну Чилі.
- 4 липня
  - КНДР уперше провела успішне випробування міжконтинентальної балістичної ракети[5].
  - Азербайджан заявив про обстріл вірменськими збройними силами села Алханли, внаслідок якого загинули 2 мирних мешканців[6].
- 6 липня
  - Президент України Петро Порошенко підписав Закон України «Про внесення змін до деяких законів України щодо зовнішньополітичного курсу України», згідно з яким вступ України до НАТО визначений як один з ключових чинників державної політики[7].
  - В експерименті LHCb на Великому адронному колайдері знайдено подвійно чарівний ксі-баріон 
Ξ++
cc [8] [9].
- 7 липня
  - У Гамбурзі, Німеччина, розпочав роботу дводенний 12 саміт G-20[10].
  - У штаб-квартирі ООН в Нью-Йорку підписано Договір про заборону ядерної зброї. Він набуде чинності після того, як його ратифікують 50 держав.[11].
  - На виборах президента Монголії[en] переміг кандидат від опозиції Баттулга Халтмаагійн[12].
- 9 липня
  - В Іраку заявили про звільнення міста Мосул від бойовиків ІДІЛ[13].
  - У дебютному сезоні жіноча збірна України з волейболу, слідом за чоловічою, стала переможцем Євроліги-2017 та вперше в історії отримала змогу виступити у Світовій лізі з волейболу.
- 10 липня
  - Розпочалися міжнародні морські військові навчання України з країнами НАТО Сі Бриз — 2017[14].
  - Понад 14 мільйонів користувачів смартфонів на Android у всьому світі стали жертвами хакерської атаки вірусу CopyCat[15].
  - У США розбився[en] військовий літак, загинуло 16 людей[16].
- 11 липня
  - Рада Європейського Союзу затвердила Угоду про асоцію з Україною та ЄС, таким чином Європейський Союз остаточно завершив ратифікацію Угоди[17].
- 12 липня
  - Від льодовика Ларсена в Антарктиді відколовся один з найбільших айсбергів в історії площею близько 6 тисяч квадратних кілометрів[18].
  - Китай відправив перші кораблі з персоналом для військової бази в Джибуті. Це перша китайська військово-морська база за кордоном.[19]
  - У Києві розпочав роботу дводенний 19-й саміт Україна—ЄС[20].
  - Екс-президента Бразилії Луїза да Сілву засудили на 9,5 років за корупцію[21].
- 13 липня
  - Помер китайський дисидент, Лауреат Нобелівської премії миру Лю Сяобо.
  - Відбувся 19-й саміт Україна-ЄС.[22]
- 14 липня
  - У результаті терористичного акту в Єрусалимі поруч із Храмовою горою загинуло двоє поліцейських[23].
  - У результаті нападу озброєного ножем чоловіка на іноземних туристів на пляжі єгипетського курорту Хургада загинули дві громадянки Німеччини, ще четверо людей отримало поранення[24].
- 15 липня
  - Донецький «Шахтар» увосьме став переможцем Суперкубку України з футболу, здолавши київське «Динамо»[25].
- 16 липня
  - Роджер Федерер увосьме переміг на Вімблдоні серед чоловіків; Гарбінє Мугуруса здобула цей титул серед жінок вперше[26].
- 18 липня
  - Розпочались XXIII літні дефлімпійські ігри.
- 20 липня
  - Стартували Всесвітні ігри з неолімпійських видів спорту 2017.
  - Лідер рок-гурту Linkin Park Честер Беннінґтон вчинив самогубство[27].
- 21 липня
  - У результаті землетрусу магнітудою 6,7 балів з епіцентром в Егейському морі у Греції загинули як мінімум дві людини, ще понад 100 отримали поранення у Греції та Туреччині[28].
  - Сенат Польщі ухвалив суперечливий закон про Верховний суд. Ухвалення закону супроводжувалося масовими протестами перед будівлями Сенату та Верховного суду[29].
  - Відбулася ексгумація тіла художника Сальвадора Далі на підставі рішення судді з метою встановлення батьківства[30].
- 22 липня
  - Помер Костянтин Меркурійович Ситник, український вчений та громадський діяч[31].
  - Гран-прі 8-го Одеського міжнародного кінофестивалю здобула стрічка «Король бельгійців»[32].
  - Міжнародна федерація плавання (FINA) перейменувала вид спорту синхронне плавання на «артистичне»[33].
- 23 липня
  - Британець Кріс Фрум з команди Sky учетверте став переможцем найпрестижнішої велогонки світу — Тур де Франс 2017 року[en][34].
  - На чемпіонаті світу 2017 з легкої атлетики серед людей з обмеженими можливостями[en], що завершився в Лондоні, українці посіли 4-е загальнокомандне місце в медальному заліку серед 92 країн, завоювавши 29 медалей, з них — 12 золотих, 6 срібних та бронзових медалей.
- 24 липня
  - У результаті терористичного акту в Кабулі убито 36 та поранено більше 40 людей[35].
- 25 липня
  - Всеукраїнське об'єднання «Свобода», «Національний корпус» та Національно-визвольний рух «Правий сектор» на спільній прес-конференції оголосили початок безстрокової акції «Чорний список», для ліквідації в Україні колабораційного бізнесу.[36] Заяву про це зробили народні депутати України Андрій Іллєнко («Свобода») та Олег Петренко (БПП), депутати Київської міської ради Володимир Назаренко («Свобода»)[37] та Олександр Алфьоров («Національний корпус»)[38][39]. Націоналістичні сили спільно формуватимуть чорний список компаній і ділків, які пов'язані з державою-окупантом, задля знищення в Україні цього ворожого бізнесу.[36]
- 26 липня
  - Україна повністю припинила постачати електроенергію в ОРДЛО[40].
- 27 липня
  - Президент України Петро Порошенко підписав указ про позбавлення українського громадянства екс-президента Грузії і колишнього голови Одеської обласної держадміністрації Міхеіла Саакашвілі через недостовірні дані, наведені при отриманні громадянства[41].
- 28 липня
  - Ілон Маск презентував серійну модель Tesla Model 3, покупцям вручили перші 30 серійних автомобілів[42]
  - Верховний суд Пакистану дисквалікував Наваза Шаріфа з посади прем'єр-міністра через корупційні панамські офшори [43].
  - Запуск космічного корабля Союз МС-05 до МКС із трьома космонавтами на борту[44]
  - У результаті аварії потяга в Браселонії[en] 54 людини зазнали поранень[45].
- 29 липня
  - Сталася Авіакатастрофа з вантажним літаком Ан-74 української авіакомпанії CAVOK Air на острові Сан-Томе і Принсіпі в Центральній Африці, члени екіпажу дістали травми[46].
- 30 липня
  - Збірна України посіла 13-е загальнокомандне місце на XIV літньому Європейському юнацькому олімпійському фестивалі[en], що завершився у місті Дьйор, українці завоювавши 8 медалей, зокрема 3 золотих, 4 срібних та 1 бронзових медалі[47]
- 31 липня
  - На Всесвітніх іграх з неолімпійських видів спорту 2017, що завершилися у Вроцлаві, українські спортмени завоювали рекордну кількість медалей — 32, та зайняли найвище за історію виступів 5-е загальнокомандне місце серед 102 країн в неофіційному заліку, завоювавши 25 медалей в офіційній програмі змагань, зокрема 10 золотих, 7 срібних та 8 бронзових медалей, та 1-е загальнокомандне місце у заліку з показових видів спорту, завоювавши 7 медалей, з них 5 золотих.
  - На XXIII літніх дефлімпійськіх іграх, що завершилися у Самсуні, українські спортсмени посіли 2-е загалькомандне місце серед 97 країн, завоювавши рекордну кількість медалей — 99, з них 21 золоту, 42 срібні та 36 бронзових.